# Tai nạn
Tai nạn, còn gọi là chấn thương không chủ ý hoặc có chủ ý, là một sự kiện không mong muốn, ngẫu nhiên và không biết trước, dẫn đến thiệt hại cho người và vật.

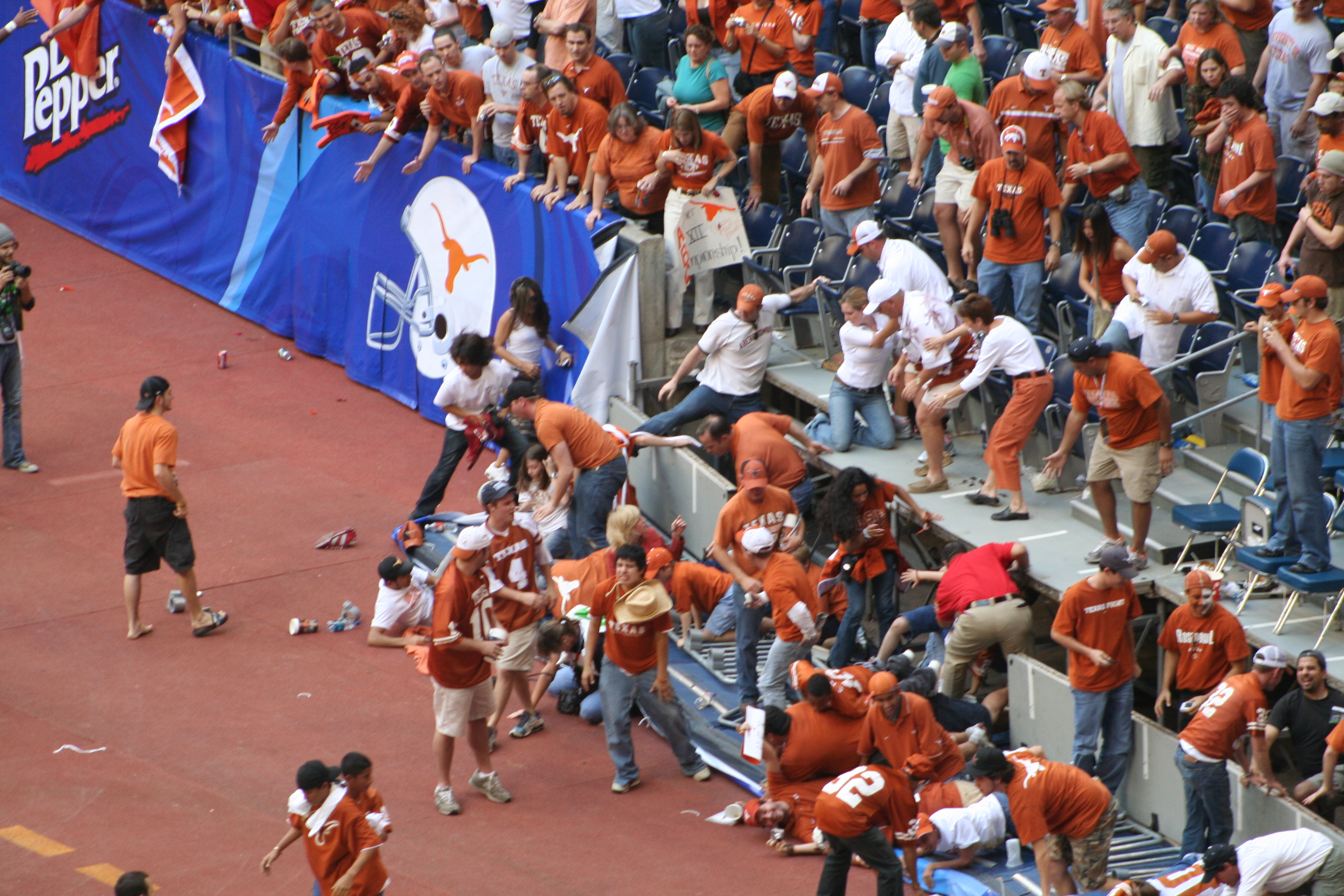
Một tai nạn lan can tại một trận bóng đá của trường đại học Texas Longhorns, xảy ra với người hâm mộ

Hầu hết các nhà khoa học nghiên cứu phòng tránh chấn thương không chủ ý sử dụng thuật ngữ "tai nạn" và tập trung vào xác định các yếu tố làm tăng nguy cơ chấn thương nghiêm trọng và làm giảm tỷ lệ chấn thương và mức độ nghiêm trọng (Robertson, 2015) .
Tai nạn có thể được ngăn chặn nếu tránh được hoàn cảnh dẫn đến tai nạn, hoặc hành động ngay trước khi nó xảy ra.

## Nguyên nhân phổ biến
Nguyên nhân dẫn đến tai nạn thường rất đa dạng, trong đó có cả trường hợp hiếm thấy và không phân loại được. Các sự kiện tai nạn phổ biến nhất đối với tổn thương cơ thể là tai nạn giao thông, đuối nước, đổ vỡ công trình, nhiễm độc, té ngã, tai nạn điện, bỏng, chấn thương thể thao, chấn thương do vật đâm cắt (chủ yếu là vết dao đâm và cắt),... Tai nạn xảy ra ở hầu hết các trường hợp là do lỗi của con người hoặc hành động lỗi của con người.

## Các loại tai nạn
Theo các tiêu chí khác nhau thì tai nạn được phân loại ra các nhóm khác nhau.
- Theo dạng thương vong: chấn thương cơ học, ngạt khí, bỏng, nhiễm độc, chiếu xạ.
- Theo hoạt động của con người: tai nạn lao động, giao thông, sinh hoạt, công trình đổ vỡ cháy nổ, trong săn bắn, trong thể thao, trong leo núi, thiên tai,...
- Theo quy mô, số lượng người thương vong: đơn lẻ, nhiều hay thảm họa.

## Chấn thương cơ học
Chấn thương cơ học là dạng phổ biến nhất trong các tai nạn, xảy ra ở các vụ động đất, tai nạn giao thông, đổ vỡ công trình hay núi non, do các hoạt động sản xuất hay sinh hoạt nhưng không cẩn thận,...

## Tai nạn ngạt khí
Tai nạn do ngạt khí thường xảy ra ở các nước chưa phát triển, phần nhiều do người dân thiếu hiểu biết đã để rơi vào tình trạng thiếu oxy dẫn đến tổn thương, hôn mê hoặc chết.

### Đuối nước
Đuối nước là nguyên nhân gây chết người nhiều nhất trong dạng tai nạn ngạt khí . Phần lớn xảy ra ở dạng tai nạn giao thông đường thủy, hoặc đường bộ đường không nhưng rồi rơi xuống nước . Các vụ đột xuất là do sóng thần, lũ lụt gây ra. Ngoài ra là tai nạn khi hoạt động sản xuất trên tàu thuyền ở sông biển.
Các hoạt động của cá nhân, đặc biệt là trẻ em , trên sông nước hồ ao cũng thường dẫn đến các vụ tai nạn thương tâm.

### Vào lò giếng, bồn chứa
Ngạt khí ở lò giếng, hầm, bồn chứa,... (gọi chung là bồn chứa) thường được coi là tai nạn lao động, xảy ra khi người lao động bước vào không gian của bồn chứa mà không để ý đến thông gió. Nguyên nhân của hiện tượng là do các khí có tỷ trọng nặng hơn không khí sẽ tích tụ vào bồn, đẩy hết oxy ra ngoài.
Những loại khí nặng có: 
- Khí ga (propan), hơi xăng,... đọng trong bốn chứa, trong tầng hầm, hay trong nhà tắm dùng khí ga [6].
- Khí sinh ra khi lên men bia rượu nước mắm, khi xử lý nước thải,... đọng ở khoang trống của bồn [7][8].
- Khí thoát ra từ lòng đất vốn không chứa oxy, đọng trong giếng hay hầm lò [9][10].

### Trong không gian kín
Tại những nước chưa phát triển thì hiện tượng ngủ trong không gian hẹp và kín, không lưu thông khí, dẫn đến tiêu hao dần oxy, và đến khi lượng oxy còn quá thấp thì cái chết lịm dần xảy ra mà nạn nhân không biết mình chết.
Điều này thường xảy ra khi ngủ trong ôtô loại nhỏ, hoặc cabin có kín khít cao . Lẽ ra họ có thể tránh được nếu tuân theo chỉ dẫn "Nguyên tắc cơ bản để tránh ngạt khí trong xe ô tô" .
Tiến trình tai nạn dạng này sẽ nhanh hơn nếu nạn nhân ở trong phòng kín còn đốt ga, đốt than sưởi hay chạy máy điện để làm mát. Khi đó bên cạnh sự tiêu hao oxy nhanh hơn, thì khí độc CO sinh ra còn làm cho tổn thương khó chữa .

## Tai nạn bỏng
Tai nạn bỏng là tồn thương da hoặc mô do tác động của nhiệt, điện, hóa chất, ma sát, hay bức xạ, hỏa hoạn.

## Tai nạn nhiễm độc
Bài chi tiết: Ngộ độc
Do quá trình con người tiếp xúc với nước, đất, không khí bị nhiễm độc. Hoặc do con người sử dụng quá nhiều hóa chất độc hại trong thực phẩm gây ra nhiễm độc. Ngoài ra do quá trình con người vô tình tiếp xúc chất độc trong quá trình sản xuất, lao động.

## Tai nạn chiếu xạ
Tai nạn chiếu xạ xảy ra khi liều chiếu xạ lên cơ thể cao hơn mức an toàn cho phép, dẫn đến Hội chứng nhiễm phóng xạ cấp tính . Ở quy mô lớn là các vụ thử hay ném bom nguyên tử, hoặc sự cố ở nhà máy điện hạt nhân, như thảm họa Chernobyl hay sự cố nhà máy điện Fukushima I. Tại các cơ sở nghiên cứu hay ứng dụng hạt nhân và chiếu xạ, thì xảy ra tai nạn với quy mô nhỏ và thường chỉ một vài người ảnh hưởng.
Tai nạn chiếu xạ đầu tiên ghi nhận là bà Marie Curie ở Pháp khi làm thí nghiệm với radi đã mắc nhiều bệnh mãn tính, hồi đầu thế kỷ 20 . Sau đó là trường hợp Harry K. Daghlian, Jr. tử nạn năm 1945 khi làm việc ở Dự án Manhattan thực hiện chế tạo bom nguyên tử trong Thế chiến thứ 2 ở Hoa Kỳ .
Tại Việt Nam ca tai nạn chiếu xạ đầu tiên xảy ra ngày 17/11/1992 trên máy gia tốc Microtron MT-17 (lắp đặt 1984) ở Viện Khoa học, Hà Nội. Do lỗi vận hành mà một nghiên cứu viên đang chỉnh mẫu chiếu thì máy gia tốc đã bật, dẫn đến chiếu xạ hai bàn tay, gây bỏng và hoại tử một phần.
Ngoài ra các khối chứa nguồn phóng xạ thường bị đánh cắp, như vụ mất nguồn phóng xạ của Nhà máy thép Pomina 3 Vũng Tàu. Nguồn phóng xạ dùng trong đo đạc di động như vậy thường nhỏ, cỡ 2 - 100 miliCurie (khác với nguồn rất mạnh dùng trong máy chiếu xạ thực phẩm), chỉ to cỡ cái đầu đũa (gọi là capsule) nặng cỡ vài gram, bên trong chứa bột chất phóng xạ được đóng vỏ kim loại và hàn kín. Tuy nhiên nó phải được đặt trong bình bằng chì nặng cỡ chục kg để chặn các tia phóng xạ, lại thường để xa chỗ ở của người sử dụng, nên là thứ hấp dẫn giới thu gom đồng nát . Những nguồn phóng xạ nhỏ này không đủ gây tai nạn chiếu xạ, nếu không để nó trong túi quần áo. Nguy hại xảy ra khi người ta đập vỡ capsule và để chất phóng xạ vung vãi trong khuôn viên nhà, tạo ra nguồn bệnh ung thư tiềm ẩn.